# Kathleen (singolo)
Kathleen è un singolo della cantante britannica Foxes, pubblicato il 17 marzo 2021 come quinto estratto dal secondo EP Friends in the Corner EP.

## Descrizione
Il brano è stato scritto da Laura Dockrill, Foxes e Courage e prodotto da quest'ultimo. Composto in chiave di Re bemolle maggiore con un tempo di 85 BPM per minuto, parla del rapporto speciale che la cantante ha con la propria nonna, tema rimarcato nel video musicale, pubblicato il 17 marzo 2021.

## Tracce
1. Kathleen – 3:51